# Калабасас
Калабасас (на английски: Calabasas) е град в окръг Лос Анджелис, Калифорния, Съединени американски щати. Намира се на 40 km от центъра на Лос Анджелис. Населението му е 24 202 жители (по приблизителна оценка от 2017 г.).

## Наименование
Името Калабасас произлиза от испанското "calabaza", което означава тиква или кратуна.. Някои историци поддържат теорията, че Калабасас произлиза от думата "calahoosa", което означава "където летят дивите гъски". Поради голямото разпространение на диворастящи тикви в района, теорията за тиквата е по-разпространена сред жителите на града.  Легендата разказва, че през 1824 г. влак, който пътува от Окснард за Лос Анджелис по пътя разсипа вагон с тикви. На следващата пролет стотици тикви поникват край пътя. Районът е наречен Лас Калабасас - мястото, където паднаха тиквите..
В Калабасас всяка година се провежда "Празник на тиквата" през месец октомври, включващ карнавални игри, изложби, демонстрации и забавления на живо. Фестивалът се превърна от панаир в малък град до значимо годишно събитие. Въпреки че настоящият Фестивал на тиквата се провежда в парка "Хуан Баутиста де Анза в Калабасас", се смята, че първоначалния фестивал се е състоял на мястото, където вагонът, превозващ тикви, се е преобърнал и е произвел първото тиквено поле в района.
Официалното лого на града изобразява червеноопашат ястреб, летящ над планините Санта Моника.

## История
Преди векове коренните американци Чумаши са живели в района, където днес се намира град Калабасас. Испанските изследователи са първите европейци, които пристигат тук. През 1770 г. експедиция, ръководена от Гаспар де Портола, преминава през района при завръщането си от Мексико. През 1776 г. друга група изследователи, водени от Хуан Баутиста де Анса, лагерува в района.
Калабасас е името, дадено на много малко селце в района на Лос Анджелис през 1795 г. Leonis Adobe е една от най-старите оцелели частни резиденции в окръг Лос Анджелис и една от най-старите оцелели сгради в долината на Сан Фернандо. Официално Калабасас е обявен за град на 5 април 1991 г., което го прави най-новият град в окръг Лос Анджелис.
Самолетна катастрофа край Калабасас: На 26 януари 2020 г. американски хеликоптер Сикорски С-76 се разбива в Калабасас след излитане от летище Джон Уейн. Всички девет души на борда, включително баскетболистът от Залата на славата Коби Брайънт, 13-годишната му дъщеря Джана и 6 семейни приятели, включително треньорът по бейзбол Джон Алтобели, съпругата му, дъщеря му и пилотът, загиват.

## География
Градът се намира в югозападната част на долината Сан Фернандо в окръг Лос Анджелис и включва част от планините Санта Моника. Намира се на 31 мили (50 км) от центъра на Лос Анджелис.

## Демографски данни
Преброяването на САЩ от 2010 г. показва, че Калабасас има население от 23 058 души. Най-голяма гъстота на населението е 1,780.4 души на квадратна миля. 
Населението се състои от 5841 души (25,3%) под 18 години, 1875 души (8,1%) на възраст от 18 до 24 години, 5025 души (21,8%) на възраст от 25 до 44 години, 7414 души (32,2%) на възраст от 45 до 64 години и 2903 души (12,6%) на възраст 65 или повече години. Средната възраст е 41,6 години. На всеки 100 жени има 93,6 мъже. На всеки 100 жени на възраст 18 и повече години има 89,8 мъже на възраст 18 и повече години.
Според преброяването на САЩ от 2010 г., Калабасас е имал среден доход на домакинството от 124 583 долара, като 6,6% от населението живее под федералната линия на бедността. 

## Икономика
Корпоративните централи на Harbour Freight Tools, The Cheesecake Factory и DTS Inc. се намират в Калабасас. Той е известен и като един от най-богатите градове в Съединените щати. 
Редица технологични компании са били разположени в близост до града, поради което тази област придобива репутация като „технологичен коридор 101“. Въпреки че някои от тези компании оттогава са се преместили или са преустановили дейността си, районът продължава да е дом на значително технологично присъствие.

## Годишни събития
Градът спонсорира много годишни събития, включително:
- Празникът на тиквата.[12]
- Фестивалът на изящните изкуства.[13]
- Спектакъл по случай четвърти юли.[14]
- Кино фестивал в Калабасас.[15]

## Седмични събития
Фермерският пазар на Калабасас се провежда всяка събота от 8:00 до 13:00 часа на 23504 Calabasas Road.

## Политика
Органът на местно самоуправление се състои от петчленен градски съвет. Членовете на Съвета имат четиригодишен мандат и се избират свободно. Всяка година съветът избира един от членовете си, който да действа като кмет и да председателства заседанията на градския съвет. [2]
В щатския законодателен орган на Калифорния, Калабасас е в 27-ия окръг на Сената, представляван от демократа Хенри Стърн, и в 45-ия окръг на събранието, представляван от демократа Джеси Габриел. 
В Камарата на представителите на Съединените щати Калабасас е в 33-ия конгресен окръг на Калифорния , представляван от демократа Тед Лиу.

## Наредба за пасивно пушене
През февруари 2006 г. Калабасас приема всеобхватна наредба за контрол на пасивния дим, която забранява пушенето на всички обществени места в град Калабасас, където други лица могат да бъдат изложени на пасивно пушене. . Тези места включват бизнес сгради, хотели, паркове, общи части на кооперации, ресторанти и барове. Според закона пушенето на открито в обществените зони в града е ограничено до избор на „обособени зони за пушене“. Законът влиза в сила на 16 март 2006 г., като привлича голямо внимание на местните и национални медии. Пълният текст на наредбата може да бъде намерен на официалния уебсайт на Калабасас.  Наредбата е разширена в началото на 2008 г., като изисква 80% от жилищните сгради под наем да бъдат окончателно определени като помещения за непушачи до 1 януари 2012 г.

## Известни личности
Родени в Калабасас
- Роб Бъртън (р. 1979), барабанист

Починали в Калабасас
- Майкъл Ансара (1922-2013), актьор[19]
- Коби Брайънт (1978-2020), баскетболист